# هپتیل استات
هپتیل استات (به انگلیسی: Heptyl acetate) با فرمول شیمیایی C۹H۱۸O۲ یک ترکیب شیمیایی با شناسه پاب‌کم ۸۱۵۹ است. که جرم مولی آن ۱۵۸٫۲۴ g/mol می‌باشد. 